# Hertug Hans Hospitalskirke
Hertug Hans Hospitalet og den dertil knyttede Hertug Hans Hospitalskirke på Sønderbro i Haderslev er et vidnesbyrd om, at reformationsbevægelsens ledere havde øje og tanke for de små og svage i samfundet.

## Oprindelse
Christian III's yngre broder, hertug Hans den Ældre, der i 1544 havde fået tildelt bl.a. Haderslev og Tønder amter som sit særlige hertugdømme med Haderslev som residensby, var ligesom sin broder personligt grebet af den evangelisk-lutherske lære, og han glemte ikke øvrighedens pligt til at sørge for samfundets dårligst stillede. Det beviste han ved i 1569 at udarbejde en fundats for et hospital i Haderslev. Et T-formet bygningsanlæg blev opført med en hospitalsfløj ud mod Sønderbro.

## Udseende i dag
Som anlægget ses i dag, er det et resultat af en stor ombygning, som afsluttedes i 1726. Senere tilbyggedes en anneksbygning.

## Dekorationer
På hovedbygningens frontispice findes årstallet 1726 sammen med Frederik IV's kronede spejlmonogram. Endnu prydes den kalkede facade af hertug Hans' store våbenskjold, der er anbragt under en gavltrekant indeholdende et englehoved. Under våbenskjoldet læses:
| ANNO 1569 HAT DER DURCHLEVCHTIGER HOCHGEBORN FVRST VND HERR, HER IOHANS, ERBE ZV NORWEGEN, HERZOG ZV SCHLESWIG HOLSTEIN, DEM ALMECHTIGEN ZV EHRN VND DEN ARMEN ZV GNAD VND GVTEM DIESES HOSPITAL VON NEWEN GESTIFTTET VND ERBAWET | (I året 1569 har den højvelbårne fyrste og herre, Herr Hans arving til Norge, hertug til Slesvig Holsten, den Almægtige til ære og de fattige til nåde og bedste stiftet og bygget dette hospital fra ny af.) |

## Kirkens udseende
Den østlige fløj til hovedbygningen er forbeholdt den til hospitalet knyttede kirke, og den blev ved restaureringen i 1969 i anledning af stiftelsens 400-års jubilæum smykket med en kobberklædt tagrytter. Igen i 2006 udførtes et omfattende restaureringsarbejde på anlægget.

## Hertug Hans' plan
Ud fra sit livssyn ville hertug Hans ikke alene sørge for den legemlige pleje; den åndelige omsorg i form af Guds ords forkyndelse skulle der også være plads til.

## Kirkens anvendelse i dag
Hospitalskirken fungerer nu som en annekskirke til Vor Frue kirke (Haderslev Domkirke) og der afholdes gudstjenester hver søndag. Menigheden i Haderslev Vor Frue Domsogn har brugsret mod at vedligeholde kirkebygningen. Tidligere gav stiftelsen plads til 20 kvindelige pensionister i bygningerne; men i årene 1988-90 gennemrestaureredes bygningerne, og der indrettedes menighedslokaler og turistbureau (nu nedlagt) i hovedbygningen. Kirken er et langhus med to små tilbygninger. Mod syd er der et lille våbenhus. Selve kirkerummet er ca. 20 meter langt med vinduer til nord og syd. To vinduer mod øst et blændet. Tilbygningen mod nord rummer dåbsværelset.

## Billedgalleri
- Kirkefløjen set fra syd
- Indgangsportalen til våbenhus og kirke
- Alterparti i kirken, bemærk prædikestolen over alter
- Maleri umiddelbart over alterbordet: den sidste nadver

- Skab over dåbsværelset. Her har tidligere været opbevaret 12 alabastfigurer, der nu står på altret i Haderslev Domkirke
- Hertug Hans våbenskjold i sydvendt vindue
- Orglet bagest i kirken
- Krucifiks i kirken

## Eksterne kilder og henvisninger
- Materiale stillet til rådighed af Haderslev Domprovsti's webudvalg.
- Danmarks Kirker, Haderslev Stift
- Hertug Hans Hospitalskirke hos KortTilKirken.dk
- Hertug Hans Hospitalskirke i bogværket Danmarks Kirker (udg. af Nationalmuseet)

- Wikimedia Commons har flere filer relateret til Hertug Hans Hospitalskirke